# Свенская Печерская икона Божией Матери
Свенская Печерская икона Божией Матери — одна из самых ранних сохранившихся икон, созданных в Киево-Печерском монастыре. Авторство иконы приписывается преподобному Алипию иконописцу, иеромонаху Киево-Печерского монастыря, обучавшемуся иконописи у греческих мастеров, которых по преданию Богородица призвала для росписи Успенского собора в Киеве.
Икона имеет размеры 42 см х 67 см и выполнена на цельной липовой доске с неглубоким ковчегом и круглящей лузгой. Считается, что икона написана в память о событии во Влахернском храме, когда Пресвятая Богородица призвала зодчих и, вручив им икону Успения, благословила идти в Киев для строительства и украшения Успенской церкви.
На иконе изображены Богородица с Младенцем Христом на высоком троне, рядом стоят со свитками в руках преподобные Антоний (в островерхом схимническом куколе) и Феодосий Печерские. На свитке преподобного Антония написано: «Молю вас, чада: держимся воздержания и не ленимся, ибо имеем в сем Господа помощником». Надпись на свитке преподобного Феодосия почти не просматривается и, вероятно, была изменена, текст свитка был переписан ещё в древности и предположительно гласит: «Владыко Господи Боже Вседержителю, Творче всея твари видимых и невидимых, Своим смотрением возгради дом Пречистыя Своея Матери мною, рабом Твоим Феодосием, его же утверди недвижимо до дне Суда Твоего Страшнаго на хвалу и славословие Тебе».
До 1288 года Свенская икона находилась в Киево-Печерской лавре, где была прославлена многими чудесами, которые дошли и до черниговского князя Романа Михайловича. Пребывая в Брянске, князь ослеп и, надеясь на исцеление, послал в Киев за чудотворной иконой. Икона была отправлена в Брянск на ладье по реке Десне. По преданию, ладья сама собой встала на реке, а икона чудесным образом перенеслась на дуб, стоящий на холме напротив реки Свены. Желая сам убедиться в случившемся, князь отправился на место, где произошло чудо, и там по молитве перед иконой получил исцеление, полностью прозрев. В благодарность за это он дал обет основать на месте исцеления монастырь и отдать ему все земли, которые видны с холма. Дуб же, на котором была найдена икона, срубили и пустили на производство икон и церковной утвари. Позже, по указу князя, на этом месте был основан Свенский монастырь, в котором икона находилась до 1925 года.
После революции чудотворная икона Свенской-Печерской Богоматери была передана Главнауке Наркомпроса для реставрации, а оттуда — на хранение в Третьяковскую галерею, где и находится до настоящего времени.
|  |  |  |
|  |  |  |